# Фридрих I (Швеция)
Вижте пояснителната страница за други личности с името Фридрих I.
Фридрих фон Хесен-Касел (на немски: Friedrich von Hessen-Kassel; на шведски: Fredrik I; * 17 април 1676, Касел; † 25 март 1751, Стокхолм) от Дом Хесен, е от 1718 до 1720 г. принц-съпруг, от 1720 до 1751 г. крал на Швеция и от 1730 г. като Фридрих I ландграф на Хесен-Касел.

## Биография
Той е третият син на ландграф Карл фон Хесен-Касел (1654 – 1730) и съпругата му Мария Амалия (1653 – 1711), дъщеря на херцог Якоб Кетлер от Курландия и съпругата му Луиза Шарлота фон Бранденбург. По-големите му братя Вилхелм и Карл умират като малки деца и така Фридрих става през 1677 г. наследствен принц на Хесен-Касел. По-малкият му брат е Вилхелм VIII (1682 – 1760), ландграф на Хесен-Касел.
Фридрих следва в университет Утрехт и в Женева. Той започва военна кариера, става генерал-лейтенант.
На 31 май 1700 г. в Берлин се жени за братовчедката си Луиза фон Бранденбург (* 29 септември 1680, † 23 декември 1705), единственото дете на крал Фридрих I от Прусия (1657 – 1713) и първата му съпруга Елизабет Хенриета фон Хесен-Касел (1661 – 1683). Луиза умира бездетна след пет години.
На 24 март 1715 г. в Стокхолм той се жени втори път за шведската принцеса Улрика Елеонора (* 23 януари 1688, † 24 ноември 1741), дъщеря на крал Карл XI (1655 – 1697) от род Вителсбахи и Улрика Елеонора Датска (1656 – 1693). Той става шведски генералисимус. Улрика е избрана за кралица, управлява от 1718 до абдикацията ѝ през 1720 г. и Фридрих се възкачва на трона. Бракът е бездетен.

## Деца
Двата брака на Фридрих са бездетни. Той има с графиня Хедвиг Таубе († 1744) следните извънбрачни деца, които са издигнати на графове и графини фон Хесенщайн, но нямат право на наследство на шведския трон:
- Фредрика Вилхелмина, наричана Мамзел Ерлих (1733 – 1734)
- Фредрик Вилхелм (1735 – 1808), княз фон Хесенщайн
- Карл Едвард (1737 – 1769), граф фон Хесенщайн
- Хедвиг Амалия (1743 – 1752), графиня фон Хесенщайн